# Lista de distritos de Rondônia

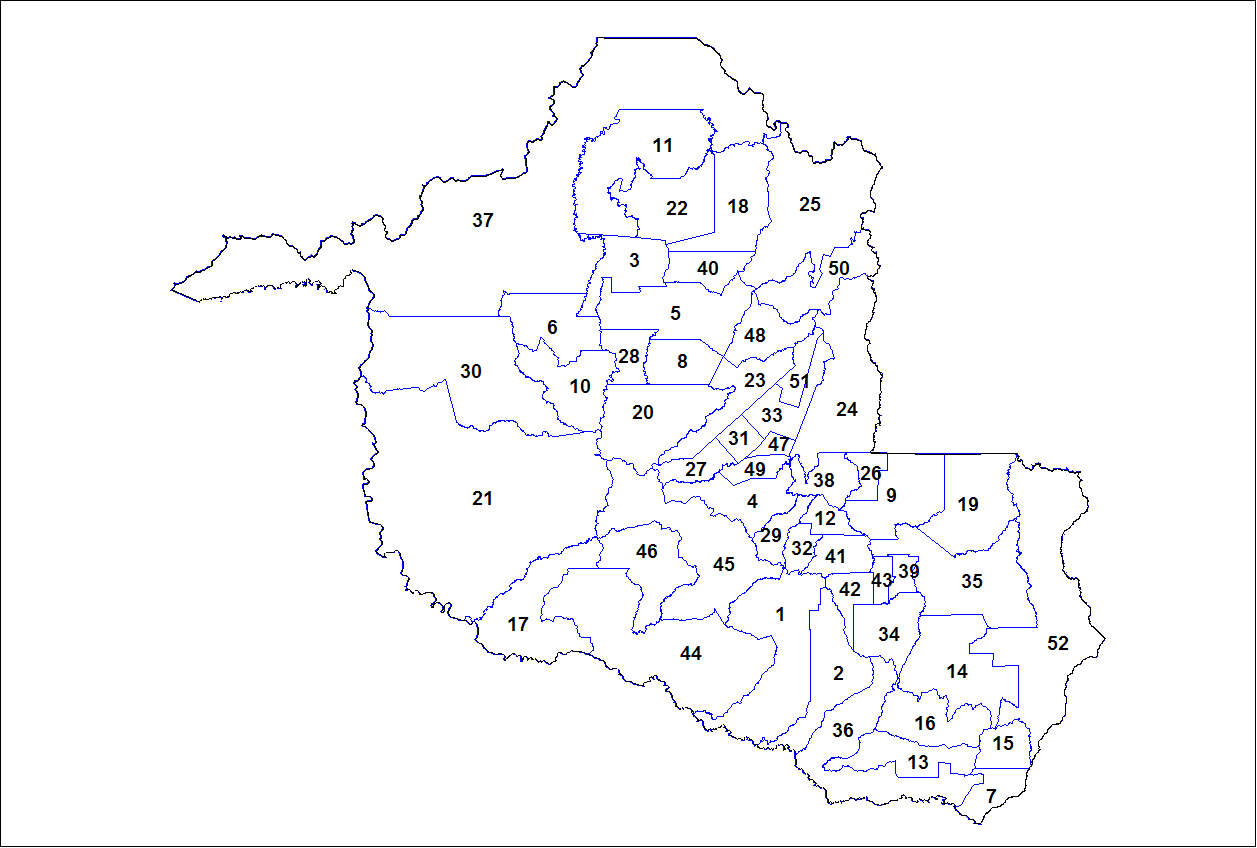
Municípios do estado de Rondônia

Esta é uma lista dos distritos dos municípios rondonienses.
Segundo o IBGE, um município para ser formado deve possuir pelo menos um distrito, o distrito sede. No caso dos municípios que possuírem mais de um distrito, estes também constarão na lista.
| Município (Distrito sede) | Demais distritos |
| ------------------------- | --- |
| Alta Floresta d'Oeste     | Filadélfia d'Oeste Izidolândia Nova Gease d'Oeste Rolim de Moura do Guaporé Santo Antônio d'Oeste                                   |
| Alto Alegre dos Parecis   | |
| Alto Paraíso              | |
| Alvorada d'Oeste          | Tancredópolis Terra Boa |
| Ariquemes                 | Bom Futuro (Garimpo) Joelândia |
| Buritis                   | |
| Cabixi                    | |
| Cacaulândia               | |
| Cacoal                    | Riozinho, Divinópolis |
| Campo Novo de Rondônia    | Rio Branco, distrito de 3 coqueiros                                                                                                 |
| Candeias do Jamari        | Rio Preto do Candeias |
| Castanheiras              | Jardinópolis |
| Cerejeiras                | |
| Chupinguaia               | Boa Esperança Novo Plano |
| Colorado do Oeste         | |
| Corumbiara                | |
| Costa Marques             | Príncipe da Beira |
| Cujubim                   | |
| Espigão d'Oeste           | Boa Vista do Pacarana Flor da Serra Nova Esperança Novo Paraíso                                                                     |
| Governador Jorge Teixeira | Colina Verde |
| Guajará-Mirim             | Iata Surpresa |
| Itapuã do Oeste           | |
| Jaru                      | Bom Jesus Santa Cruz da Serra Tarilândia                                                                                            |
| Ji-Paraná                 | Nova Colina Nova Londrina |
| Machadinho d'Oeste        | Oriente Novo Quinto Bec Tabajara |
| Ministro Andreazza        | |
| Mirante da Serra          | |
| Monte Negro               | |
| Nova Brasilândia d'Oeste  | |
| Nova Mamoré               | Araras Jacynópolis Nova Dimensão Palmeiras                                                                                          |
| Nova União                | |
| Novo Horizonte do Oeste   | Migrantinópolis |
| Ouro Preto do Oeste       | Rondominas |
| Parecis                   | |
| Pimenta Bueno             | Marco Rondon |
| Pimenteiras do Oeste      | |
| Porto Velho               | Abunã Calama Demarcação Extrema Fortaleza do Abunã Jaci-Paraná Mutum-Paraná Nazaré Nova Califórnia São Carlos Vista Alegre do Abunã |
| Presidente Médici         | Estrela de Rondônia Novo Riachuelo Vila Bandeira Branca Vila Camargo                                                                |
| Primavera de Rondônia     | |
| Rio Crespo                | |
| Rolim de Moura            | Nova Estrela de Rondônia |
| Santa Luzia d'Oeste       | Barra de Camaratuba |
| São Felipe d'Oeste        | Novo Paraíso |
| São Francisco do Guaporé  | |
| São Miguel do Guaporé     | Santana do Guaporé |
| Seringueiras              | |
| Teixeirópolis             | |
| Theobroma                 | |
| Urupá                     | |
| Vale do Anari             | |
| Vale do Paraíso           | |
| Vilhena                   | Nova Conquista |